# جان فی‌نیت

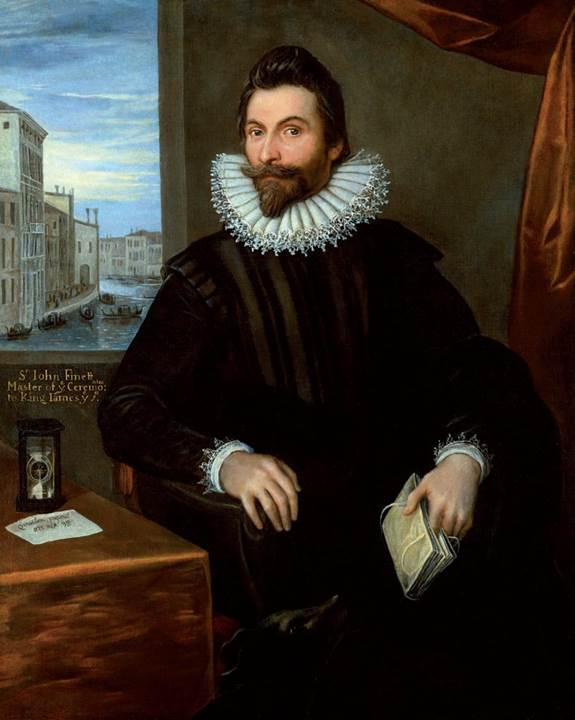
پرترهٔ نقاشی جان فی‌نیت - حوالی ۱۶۱۱ میلادی

سِر جان فی‌نیت (انگلیسی: John Finet؛ زادهٔ ۱۵۷۱ – درگذشتهٔ ۱۶۴۱)، رئیس تشریفات دربار در دوره استوارت بود.
او در یادداشت‌های خود از کم و کیف حضور رابرت شرلی و نقد علی بیگ، سفرای شاه عباس در لندن و دربار انگلیس، مطالبی را به نگارش درآورده است.